# رجائي قواس
رجائي قوّاس (مواليد عام 1982) هو ممثل كوميدي أردني، من مواليد عمان عام 1982، بدأ عروض ما يعرف بـالـستاند أب كوميدي 2006 في مقهى شعبي في منطقة وسط البلد بطريقة عفوية لم يكن مخطط لها وبعدها اعتاد على تلك العروض ليستمر لمدة أربع أشهر، ثم انقطع عنها حين بدأ يشعر بأن له شعبية وباتت الناس تعرفه. من أكثر أعماله المعروفة سلسلة مسلسلات في ميل الذي أدى طور البطولة فيها مع تيما الشوملي.

## بداياته ونجاحه
بعدما كان يضحك الأردنيين في مقاهي وسط البلد في عمان توجه بعدها رجائي لتقديم حلقات N2O كوميدي ضمن شركة خرابيش والتي تبث عبر اليوتيوب، وبرزت حلقات الكوميديان الأردني رجائي قواس كواحدة من أكثر المواد المصورة على اليوتيوب والفيسبوك والتي تطرح قضايا الحياة اليومية للمواطن الأردني في مناسبات وأماكن متعددة، كتصرفاته يوم العيد أو سلوكه في مكان عمله أو في الشارع، أو حتى في منزله وعن سلوكيات الأم مع ابنها والفتيات مع بعضهن البعض وغيرها الكثير من المواضيع الاجتماعية.
يعمل رجائي بشركة خرابيش تحت مسمى «مدير تطوير الإبداع»، وهو المعد والمشرف لعروض N2O بكل تفاصيلها، وهو الذي يختار نجومها.
ورغم الانتقادات التي تعرض لها رجائي بسبب تجاوزه بعض الخطوط الحمراء في طرح قضايا المجتمع الأردني، فهو يعتبر بأن ما يقدمه ليس إلا تجسيد للواقع، وأن كانت كلماته لا تعجب الناس، فعلى الناس أن يغيروا الواقع الذي يستمد منه كلماته، حسب قوله الذي يردده لكل من ينتقده.
لمع نجمه أكثر بعدما قدّم مع الفنانة تيما الشوملي مسلسل «في ميل» اذ تقمص شخصية الشاب العربي، وناقش المسلسل تفاصيل العلاقة بين الرجل والمرأة بدءاً من تعارفهما، إلى مشاكل وخلافات ما بعد الزواج، وشكّل رجائي وتيما ثنائي مميز، عبر مسلسل «في ميل».
شارك رجائي مؤخراً في أغنية تراثية وشعبية (رمّانة) مع عدد كبير من الفنانيين الأردنيين والعرب، تم عرضها على اليوتيوب عام 2013
وحول المهرجانات التي شارك بها، فقد شارك رجائي في عروض خرابيشو حول الوطن العربي.

## أعماله
- 2019: سوشال كوميديا (برنامج كوميدي بشخصيته)
- 2018: فاهم الطابق
- 2017: الحب الحب
- 2016: ليلة خميس
- 2016: في ميل الجزء الثالث بدور (رجائي)
- 2015: رجائي كائن فضائي (رسوم متحركة)
- 2014: مفتاح إنجليزي
- 2014: دوائر حب
- 2013: في ميل الجزء الثاني بدور (رجائي)
- 2012: في ميل بدور (رجائي)

## وصلات خارجية
- رجائي قواس على موقع IMDb (الإنجليزية)
- رجائي قواس على موقع قاعدة بيانات الأفلام العربية